# Наперсний хрест Мономахів

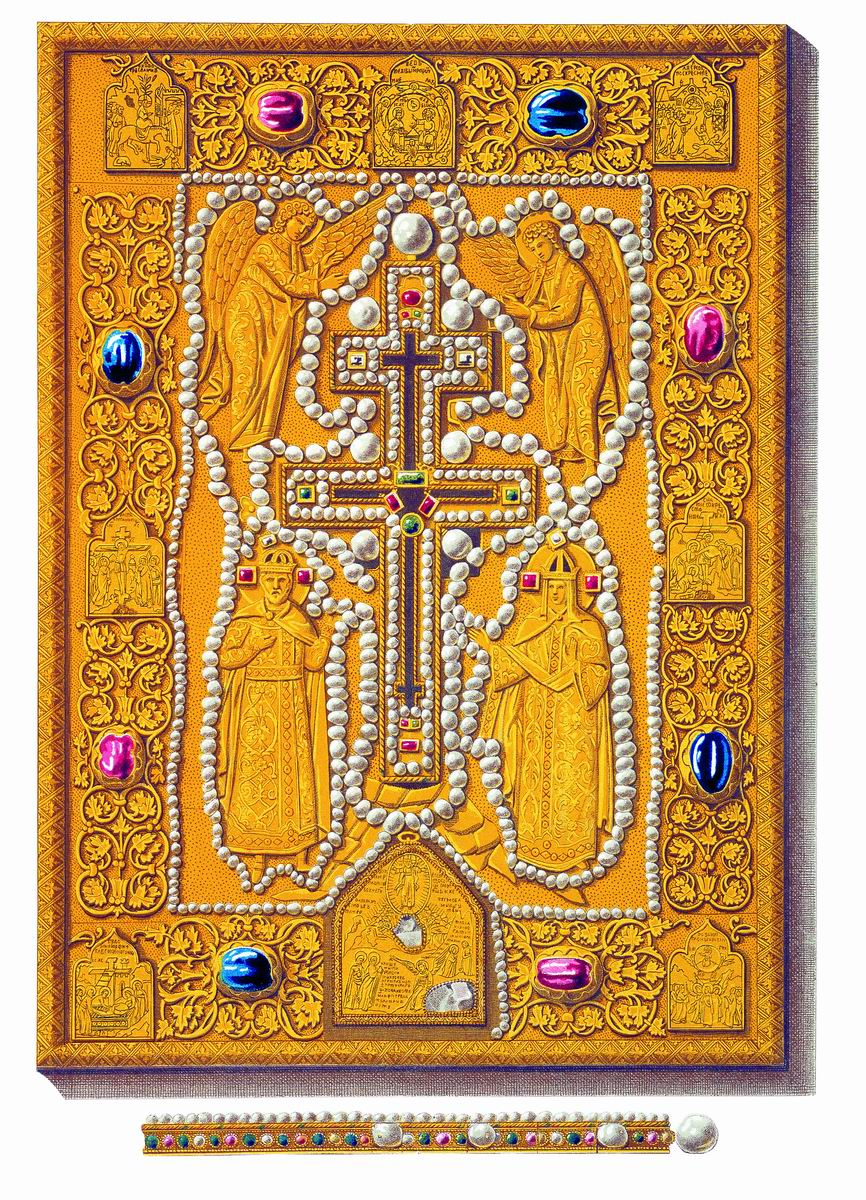
Релікварій князя Хворостініна на малюнку Ф. Г. Солнцева, XIX століття.

Напе́рсний хрест Монома́хів — середньовічний артефакт візантійського походження, хрест-мощовик. У допетровську давнину — найдревніша річ серед подібних виробів мистецтва, царська регалія. Зберігається у зібранні Державних Музеїв Московського кремля.
Після одруження Івана III із візантійською принцесою Софією Палеолог та впровадження абсолютизму, було віднайдене ідеологічне обґрунтування цих подій — легенда про візантійську спадщину московським великим князям. Це «Сказання про князів Володимирських», згідно з яким візантійський імператор Костянтин IX Мономах в знак поваги надіслав на Русь дорогоцінні регалії — вінець, хрест золотий животворний, та інші речі. Це згодом, після падіння Візантії, зробило з князів цієї гілки Рюрикова дому наступників імперії.
Із впровадження на Москві традиції вінчання на престол, виникла потреба у сталих державних регаліях — символах одноосібної влади монарха.
Хрест животворний наперсний (тобто натільний) був одночасно символом влади монарха та його єднання як християнина із Богом.

## Походження
Серед коштовних речей, які з давнини знаходились у скарбниці московських князів, були різноманітні наперсні хрести. Деякі з них мали візантійське походження, бо були привезені до Москви греками — митрополитами Феогностом, Кипріяном та іншими. За часів Василя I Дмитровича (1392–1425) під 1417 р. вперше згадується «крест честный животворящий патриаршь Филофеевский» (константинопольського патріарха Філофея).
У XVI він називається вже «Крест животворящее древо в раце царьградской». Насамкінець, в 1533 р. на смертному одрі Василій III благословив малолітнього сина Івана «Животворящим крестом, который прислан из Цареграда от царя Константина Мономаха к великому князю Владимиру Мономаху». З тих часів регалія і відома під цією назвою.
Проте як первісно виглядала ця реліквія невідомо. Сам хрест це дерев'яна частиця, покладена до дорогоцінного релікварія — ставротеки. Найбільш древня ставротека (XII–XIII ст.), що знаходилась раніше у Збройовій палаті, нині перебуває в експозиції Ермітажу. Припускають, що первісно реліквія зберігалась саме в цьому релікварії. За описом 1808 р. зазначено:  «Киот для креста, внутри и снаружи обитый бесемным золоченым серебром с задвижкою с нижнего края, обложенной с одной стороны тоже басемным золоченым серебром. На оных изображены с лица: распятый Иисус, а по бокам его образы: Богоматери и Иоанна Богослова. По полям киота и задвижки: двадцать одно лицо и два места от подобных лик порожних. На сем киоте два кольца серебряные, из коих одно на задвижке. Оклад в нескольких местах попорчен» .
Про сам же древній шостикінцевий хрест, за яким закріпилась назва «Мономахова», зазначено буквально наступне:  «Креста деревяннаго разломанного часть без распятия в серебряной оправе, хранящаяся в деревянном киоте, обложенном по полям басемным золоченым серебром. С лица сего киота подпись греческая».
Можливо, цей хрест був привезений великому князю Московському Івану II Івановичу в 1354 р. митрополитом Олексієм як благословення від патріарха Філофея. Як би там не було, він увесь час вважався «Мономаховим», починаючи з XVI ст. До часів Петра I церемонія вінчання на трон російських государів починалась із покладання саме цього хреста.
Потім він зберігався у ризні Благовіщенського собору Московського кремля, разом із іншими мощовиками — окремо від інших державних регалій.

## Новий дорогоцінний релікварій
В 1605–1621 рр. для хреста був зроблений новий дорогоцінний релікварій. Вкладником виступив князь Іван Андрійович Хворостінін (нащадок Рюрика, також письменник, автор історичного твору «Словеса дней и царей и святителей Московскихъ еже есть в России»). Дуже довгий час створення релікварія пов'язаний із подіями Смутного часу.
|  | «В сей скрыжали святое камение, верхний малейший камень марма, иные каменья Гроба Господня, и тое панагию носил Святейший Патриарх Феофан Иерусалимский». Оная панагия обнизана мелким жемчугом, коего с двух сторон мерою на 1 вер. 5/8 не имеется. Жемчугу около В сем киоте Крест Святаго и Животворящаго Древа, на нем же распяся Христос Бог. А сей Святый Крест сотворен Животворящим, самосущным древесе, и сие Святое Древо от того Креста, иже бе прислано из Константинополя в Киев Великому Князю Владимиру Мономаху, Константина Мономаха единогласно нареченнаго, шапку и диадиму и сердоличную чарку, из нее же иногда веселяся, пил Август Кесарь Римский. Еще же и той Святый Крест прия от Митрополита Нео-фита Ефесскаго и Митулинскаго и Милитейскаго и проч., о сем убо свидетельствует в 8 главе “Степенной книги”. В том киоте скрыжальца имуще камень Живоноснаго Гроба Господня и отваленный от Гроба, их же Феофан Патриарх Иерусалимский на своих персех носил; да в том же Киоте мощи мученицы Гликерии, мощи преподобной Параскевы по плоти. Украшение... Князя Ивана Андреевича Хворостинина. Начат же бысть украшати дело сие в честь Господа нашего в лето 7113 (1605), а совершено бысть в лето 7129 (1621)» |

 — зазначено у вкладному надписі, зробленому на релікварії.
Релікварій зроблений із золота та срібла. Він прикрашений сканню, емаллю, оздоблений дорогоцінним камінням, його лицева сторона містить фігурну композицію — рельєфні зображення двох ангелів зверху та Святих Костянтина і Олени знизу. З верху та з обох боків від композиції знаходяться клейма із зображеннями церковних свят.
Релікварій рясно прикрашений перлинами та дорогоцінними камінцями.

## Ресурси мережі Інтернет
Зображення релікварія князя Хворостініна [Архівовано 1 червня 2013 у Wayback Machine.]